# Goravagundagi, Sindgi
Goravagundagi là một làng thuộc tehsil Sindgi, huyện Bijapur, bang Karnataka, Ấn Độ.